# Musiksaga
En musiksaga är en inläst berättelse, oftast riktad till barn, som innehåller, dialog och diverse bakgrundsljud för att förstärka den, även musik och sångnummer kan förekomma. Musiksagor säljs kommersiellt, och medan det under 1970- och 80-talen samt tidigt 90-tal handlade om kassettband eller LP-skivor, säljs de i dag främst som CD och MP3. 
En tidig musiksaga är Peter och Vargen, en symfonisk barnsaga från 1936 skapad av sovjetiske kompositören Sergei Prokofiev.
Musiksagor har ofta en medföljande bilderbok med text så att lyssnaren (främst barn som målgrupp) kan följa med visuellt i berättelsen, och kassettversionerna har ofta haft samma berättelse inläst på bandets båda sidor för att undvika tillbakaspolningar. Många av musiksagorna har varit baserade på exempelvis Disneyfilmer. Kassettvarianterna föregicks under sent 1960-tal av LP-skivor med sånger och filmrepliker.
Eftersom många mindre barn som lyssnar ännu inte hunnit lära sig läsa fullt ut brukar berättaren innan berättelsen informera lyssnaren om ett "pling" som betyder att det är dags att vända blad. En populär serie har varit "Titta på bilderna. Lyssna på sagan. Läs i boken.".

### Fotnoter
1. ↑  David Lindvall (22 mars 2016). ”Från barnbok till musiksaga”. Högskolan i Skövde. sid. 4. http://www.diva-portal.org/smash/get/diva2:939038/FULLTEXT01.pdf. Läst 26 oktober 2020.
2. ↑  Martin Vårdstedt (17 april 1996). ”Long Play (7)”. Dagens nyheter. http://www.dn.se/arkiv/kultur/long-play-7/. Läst 14 juli 2016.